# Monte Rondinaio, Monte Giovo
Monte Rondinaio, Monte Giovo este o arie protejată (arie specială de conservare — SAC, sit de importanță comunitară — SCI, arie de protecție specială avifaunistică — SPA) din Italia întinsă pe o suprafață de 4.848 ha, integral pe uscat.

## Localizare
Centrul sitului Monte Rondinaio, Monte Giovo este situat la coordonatele 44°09′14″N 10°34′26″E / 44.153889°N 10.573889°E.

## Înființare
Situl Monte Rondinaio, Monte Giovo a fost declarat sit de importanță comunitară în iunie 1995 pentru a proteja 26 de specii de animale. Alte tipuri de protecție:
- arie de protecție specială avifaunistică (în august 1999)[3]
- arie specială de conservare (în martie 2019)[2][4][5]

## Biodiversitate
Situată în ecoregiunea continentală, aria protejată conține 23 de habitate naturale: Formațiuni de Juniperus communis pe lande sau pajiști calcaroase, Pante stâncoase calcaroase cu vegetație casmofită, Pajiști alpine și boreale, Pajiști uscate seminaturale și facies de acoperire cu tufișuri pe substraturi calcaroase (Festuco-Brometalia) (* situri importante pentru orhidee), Grohotișuri termofile și vest-mediteraneene, Râuri de munte și vegetația lor lemnoasă cu Salix elaeagnos, Pajiști boreale și alpine pe substrat silicios, Izvoare petrifiante cu formare de travertin (Cratoneurion), Grohotișuri calcaroase și de șisturi calcaroase de la nivelul montan până la nivelul alpin (Thlaspietea rotundifolii), Liziere de ierburi înalte hidrofile de câmpie și de nivel montan până la alpin, Pajiști uscate europene, Păduri de fag Asperulo-Fagetum, Roci stâncoase cu vegetație pionieră de Sedo-Scleranthion sau Sedo albi-Veronicion dillenii, Păduri aluvionare cu Alnus glutinosa și Fraxinus excelsior (Alno-Padion, Alnion incanae, Salicion albae), Formațiuni ierboase bogate în specii de Nardus, dezvoltate pe substraturi silicioase în zone montane (și în zone submontane, în Europa continentală), Fânețe de joasă altitudine (Alopecurus pratensis, Sanguisorba officinalis), Pajiști cu Molinia pe soluri calcaroase, turboase sau argilos-nămoloase (Molinion caeruleae), Cursuri de apă de la nivel de câmpie la nivel montan, cu vegetație Ranunculion fluitantis și Callitricho-Batrachion, Lacuri eutrofice naturale cu vegetație de tip Magnopotamion sau Hydrocharition, Pante stâncoase silicioase cu vegetație casmofită, Păduri de Castanea sativa, Pajiști alpine și subalpine calcaroase, Mlaștini turboase de tranziție și turbării mișcătoare.
La baza desemnării sitului se află mai multe specii protejate:
- păsări (19): fâsă de pădure (Anthus trivialis), lăstunul mare (Apus apus), acvilă de munte (Aquila chrysaetos), caprimulg (Caprimulgus europaeus), cuc (Cuculus canorus), lăstun de casă (Delichon urbicum), muscar-gulerat (Ficedula albicollis), rândunică (Hirundo rustica), sfrâncioc roșiatic (Lanius collurio), ciocârlie de pădure (Lullula arborea), privighetoare (Luscinia megarhynchos), mierlă de piatră (Monticola saxatilis), pietrar sur (Oenanthe oenanthe), viespar (Pernis apivorus), codroșul de pădure (Phoenicurus phoenicurus), pitulice sfârâitoare (Phylloscopus sibilatrix), mărăcinar (Saxicola rubetra), turturică (Streptopelia turtur), silvie de câmp (Sylvia communis)
- amfibieni (1): Triturus carnifex
- mamifere (2): lupul (Canis lupus), liliacul mic cu potcoavă (Rhinolophus hipposideros)
- nevertebrate (4): Austropotamobius pallipes, Euplagia quadripunctaria, Osmoderma eremita, Rosalia alpina

Pe lângă speciile protejate, pe teritoriul sitului au mai fost identificate 31 de specii de plante, 4 specii de amfibieni, 8 specii de mamifere, 2 specii de nevertebrate, 2 specii de reptile.